# Sonet 128 (William Szekspir)

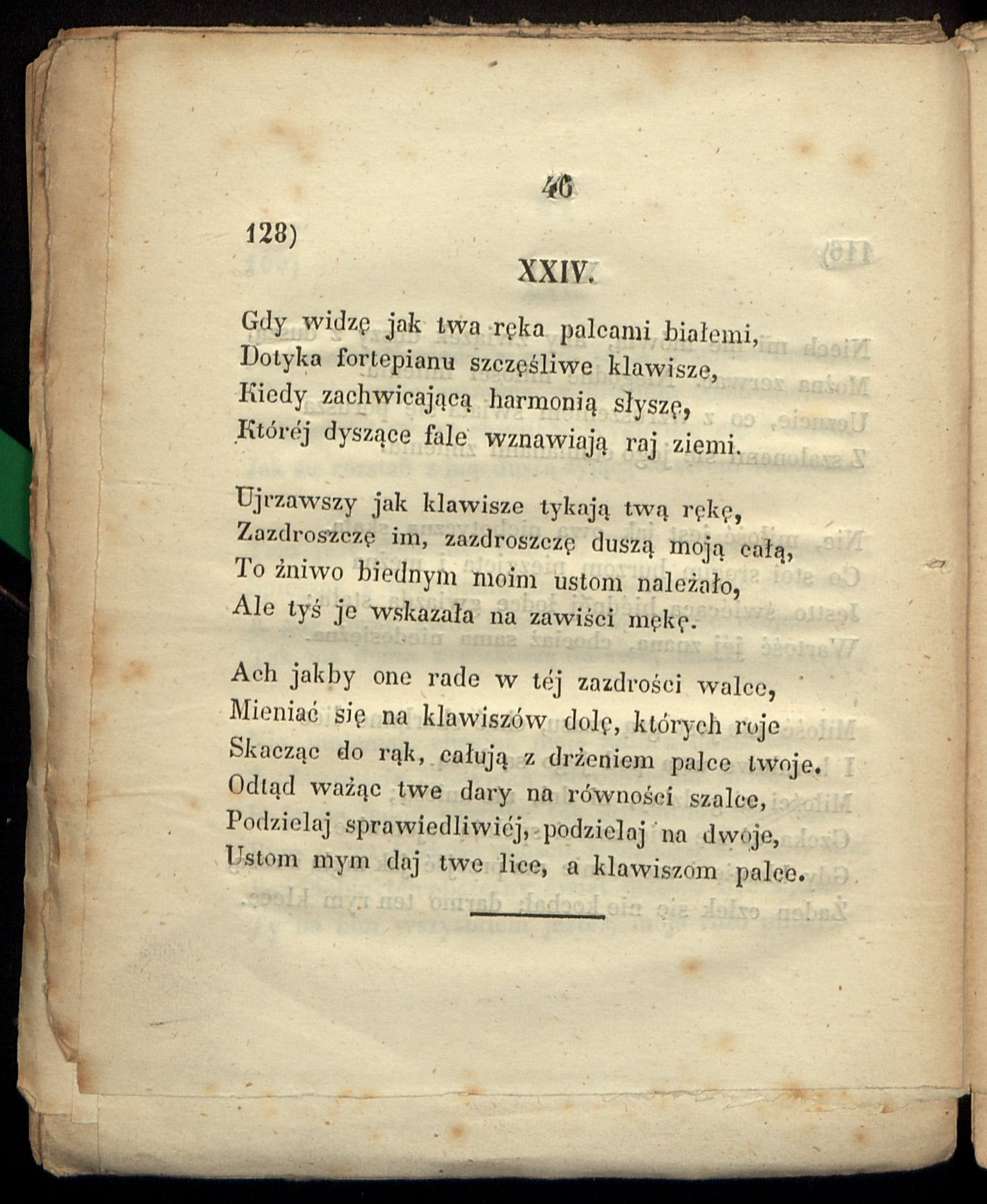
Pierwszy przekład sonetu 128 na język polski przez Konstantego Piotrowskiego z 1850 roku.

How oft when thou, my music, music play'st,

Upon that blessed wood whose motion sounds

With thy sweet fingers when thou gently sway'st

The wiry concord that mine ear confounds,

Do I envy those jacks that nimble leap,

To kiss the tender inward of thy hand,

Whilst my poor lips which should that harvest reap,

At the wood's boldness by thee blushing stand!

To be so tickled, they would change their state 

And situation with those dancing chips,

O'er whom thy fingers walk with gentle gait,

Making dead wood more bless'd than living lips.

Since saucy jacks so happy are in this,
Give them thy fingers, me thy lips to kiss.

Ilekroć, dźwięku mój, dobywasz dźwięki

Z szczęsnego drzewa, lubemi palcami

Poruszająca druty strun w przemiękki

Ton, co tak słodko moje uszy mami,

Odczuwam zazdrość i wstyd, że klawisze

Mogą całować dłoń twą, zaś me wargi,

Miast rwać swój owoc, muszą, wryte w ciszę,

Na tę ich czelność spoglągać bez skargi.

Dlatego radby zmienić je na drewna,

Pod twemi palcy skaczące, gdyż wlewa

Mniej w żywe usta życia ma królewna,

Niżeli w martwe te kawałki drzewa!

Gdy stąd im takie płyną szczęścia zdroje,
Zostaw im palce, mnie daj usta swoje.

Sonet 128 (incipit HOw oft when thou my muſike muſike playſt) – jeden z cyklu 154 sonetów autorstwa Williama Szekspira. Po raz pierwszy został opublikowany w 1609 roku.

## Treść
W sonecie tym podmiot liryczny, przez niektórych badaczy utożsamiany z autorem, chciałby być przedmiotem (w tym przypadku wirginałem), który ma fizyczny kontakt z Czarną Damą i jednocześnie jest o niego zazdrosny za tenże. Chociaż z przyjemnością patrzy na grę kochanki, to jednak towarzyszy mu obawa o to, że nie tylko jego tak hojnie obdarza swoimi wdziękami. 
Poeta w tym sonecie korzysta z popularnego wśród współczesnych Szekspirowi twórców sonetów wyobrażenia przedmiotu, którym chcieli by być aby znaleźć się bliżej ukochanej. Barnabe Barnes w cyklu sonetowym Parthenophil and Parthenophe chciałby by być winem, które pije kochanka, a Ben Jonson w sztuce Every Man in His Humour w ironicznym ujęciu chciałby by być jej viola da gamba. 

## Polskie przekłady
| 1850 |  | Gdy widzę jak twa ręka palcami białemi,        |  | Konstanty Piotrowski | [ 10 ] |
| 1913 |  | Muzyko moja, kiedy grywasz dźwięcznie          |  | Maria Sułkowska      | [ 11 ] |
| 1922 |  | Ilekroć, dźwięku mój, dobywasz dźwięki         |  | Jan Kasprowicz       | [ 4 ]  |
| 1948 |  | Gdy ty, coś mi jest sama, jak melodie słodkie, |  | Władysław Tarnawski  | [ 12 ] |
| 1968 |  | Nieraz gdy się, muzyko ma, muzyką bawisz       |  | Marian Hemar         | [ 13 ] |
| 1979 |  | Muzyku mój, jak często, gdy twe granie słyszę  |  | Maciej Słomczyński   | [ 14 ] |
| 2011 |  | Kiedy, muzyko moja, muzykę z klawiszy          |  | Stanisław Barańczak  | [ 6 ]  |
| 2015 |  | Muzyko moja! Gdy muzyki falę                   |  | Ryszard Długołęcki   | [ 15 ] |